# Warle
Warle ist ein Ortsteil der Gemeinde Uehrde im Landkreis Wolfenbüttel (Niedersachsen) und gehört zur Samtgemeinde Elm-Asse. Seit der Eingemeindung, die am 1. März 1974 in Kraft trat, ist der Ort ein Teil der Gemeinde Uehrde. Im Dezember 2016 lebten 172 Einwohner in Warle.

## Geschichte
In der Umgebung des Ortes wurden jungsteinzeitliche Werkzeuge gefunden, die aus der Baalberger Kultur stammen. Der Ort wurde 1154 erstmals als Werle in einer Urkunde von Herzog Heinrich dem Löwen erwähnt, in der ein Ritter namens Thiedolfus de Werle genannt ist. Die Pfarrkirche St. Valentinus stammt aus dem Jahr 1464.
Seit der Gemeindereform, die am 1. März 1974 in Kraft trat, ist Warle keine eigenständige Gemeinde mehr. Zusammen mit den Dörfern Barnstorf, Uehrde und Watzum bildet es innerhalb der Samtgemeinde Elm-Asse die Gemeinde Uehrde.

## Politik

### Gemeinderat
Die politische Vertretung wird vom Gemeinderat der Gemeinde Uehrde gemeinsam für alle Ortsteile wahrgenommen. Bürgermeister ist Michael Klopp (CDU).

### Wappen
Das Wappen setzt sich zusammen aus einem Bogenkreuz und aus zwei Lindenastblättern. Das Bogenkreuz entstammt einem vor Jahren ausgegrabenen Gedenkstein, der sich heute in der Kirche befindet. Die Blätter nehmen Bezug zu dem Wappen, des 1587 ausgestorbenen ortsadeligen Geschlechts derer von Werle bzw. von Warle. Das Wappen ist in den traditionellen braunschweigischen Landesfarben Blau und Gelb gehalten.